# Oliver's Army
Oliver's Army är en new wave-låt komponerad av Elvis Costello och framförd av Elvis Costello & The Attractions på deras album Armed Forces från 1979. Låten är Costellos största framgång på UK Singles Chart där den nådde andra plats i mars 1979.
Oliver's Army är en melodisk och intrikat arrangerad poplåt med ett allvarligt innehåll. Texten inspirerades av konflikten i Nordirland och är en protestsång mot den brittiska regeringens sätt att motverka arbetslöshet genom att rekrytera unga män som soldater och skicka ut dem i militära konflikter. Titeln syftar på Oliver Cromwell. Pianoarrangemanget i låten är inspirerad av Abba's Dancing Queen. Låten framfördes första gången på Roskildefestivalen 1978 och tänktes då vara en låt för en singel b-sida. Jeremy Allen i The Guardian utnämnde 2016 Oliver's Army till en av Costellos tio bästa låtar.